# Inna Tražukova
Inna Vjačeslavovna Tražukova (in russo Инна Вячеславовна Тражукова?; Cil'na, 11 settembre 1990) è una lottatrice russa, specializzata nella lotta libera.
Ha disputato le Olimpiadi di Rio de Janeiro 2016 perdendo la finale valevole per il bronzo della categoria 63 kg contro la polacca Monika Michalik. Nel 2019 ha conquistato il titolo mondiale nei 65 kg.

## Palmarès
- Mondiali

Nur-Sultan 2019: oro nei 65 kg.
- Europei

Dortmund 2011: bronzo nei 63 kg.
Riga 2016: bronzo nei 63 kg.
Kaspijsk 2018: argento nei 62 kg.
Roma 2020: argento nei 62 kg.